# 2003 QP91
2003 QP91, também escrito como 2003 QP91, é um objeto transnetuniano que está localizado no Cinturão de Kuiper, uma região do Sistema Solar. Este corpo celeste é classificado como um cubewano. Ele possui uma magnitude absoluta de 6,4 e tem um diâmetro estimado com 231 km. O astrônomo Mike Brown lista este objeto em sua página na internet como um candidato a possível planeta anão.

## Descoberta
2003 QP91 foi descoberto no dia 23 de agosto de 2003 pelo astrônomo Marc W. Buie.

## Órbita
A órbita de 2003 QP91 tem uma excentricidade de 0,138 e possui um semieixo maior de 43,493 UA. O seu periélio leva o mesmo a uma distância de 37,508 UA em relação ao Sol e seu afélio a 49,478 UA.